# Книга Неємії
Книга Неємії — книга Старого Завіту Біблії та Танаху.
Книга Езри та Книга Неємії спочатку складали одну книгу Езри, але у християнську епоху її поділили на дві частини Езри I та Езри II. Невдовзі обидві книги названо за іменами найважливіших постатей, що в них виступають. Так книги отримали назви Езри I — Книга Езри, а Езри II — Книга Неємії.
За своїм змістом книги є логічним продовженням Книг хронік і розповідають про відбудову спільноти в Єрусалимі та Юдеї після повернення вигнанців з вавилонського полону. Поверненці із запалом заходилися біля відбудови єрусалимської святині та реорганізації теократичного устрою в ізраїльської суспільності. Головними громадськими діячами виступають Езра та Неємія.
Згідно з сюжетом книги Неємія був вавилонським юдеєм. У 444 році до н. е призначений намісником Юдеї. За час свого правління турбувався про побудову стін Єрусалиму та провів релігійну реформу. За проведення реформи був відповідальний священик Езра. Центральними питаннями реформи були вшанування суботи, заборона одружуватися з жінками чужого роду та сплата десятини на храм.

## Розділи Книги Неємії
Як і книгу Езри, книгу Неємії можна розділити на 2 частини:
- Частина I (Неєм. 1 — 12) — стосується першого перебування Неємії, високого урядовця Артаксеркса І, у Єрусалимі. Він прибуває до Єрусалиму у 445 р. до н. е. отримавши звістку про важке його становище та з наміром довести до завершення відбудову святого міста. Вжиті заходи виявились успішними незважаючи на перешкоди. Водночас Неємія турбуючись не лише про матеріальне, але і про духовне добро своїх земляків, починає релігійну реформу. ЇЇ проводить Езра, присланий з Вавилону. Неємія відбудовує місто і проводить заходи для збільшення кількості його населення. Кожен десятий мешканець Юдеї, на кого впав жереб, повинен був оселитися у Єрусалимі.

- Глава 1-2: Прихід Неємії у Єрусалим
- Глава 2-7: Відбудова міських мурів
- Глава 8-10: зобов'язання Езрою юдеїв до Закону
- Глава 11-12: Списки імен. Єрусалим знову заселюється
- Глава 12:27-43: Освячення міських мурів

- Частина II (Неем. 13:1-31) — після завершення реформ, а точніше через 12 років Неємія повертається у Вавилон. Згодом він ще раз повертається до Юдеї і стикається із багатьма недоречностями. Йому вдається усунути Товію, давнього ворога реформ, який використовував приміщення святині для торгових цілей, оскверняючи таким чином святе місце. Священиків і левитів, яких примусили полишити свої обов'язки, він повертає до виконання їх функцій і нарешті протидіє появі змішаних подружжь.

- Глава 13: Відлучення чужинців, направа інших переступів.